# Machinery
Machinery (auch Machinery Records) war ein Musiklabel mit Sitz in Berlin, in den Kellerräumen 'links', in der Kurfürstenstraße 23, 10785 Berlin.

## Geschichte
1992, mit Gründung des Labels Machinery, starteten der niederländische Marketingfachmann Jorgen Mulder (alias 'Jor Jenka') und der Berliner Geschäftsmann Karl-Ulrich Walterbach (Modern Music Records GmbH) – nach der Einstellung ihres Dancefloor-Labels 'MadCat' – den zweiten Anlauf ein Synthie-Pop-Label in der Berliner Independent-Szene zu etablieren.
Der Geschäftsmann Karl-Ulrich Walterbach hielt alle Rechte und überantwortete das Label-Management sowie nahezu alle A&R- („Art- and Repertoire“) Entscheidungen dem ehemaligen Fou-Gorki-Sänger.
Jor Jenka nahm die Songs der auf dem Label „Machinery“ (Kurfürstenstraße 23, Berlin-Schöneberg) veröffentlichten Bands (z. B. Oomph!, Dance or Die; And One; Syntec) vorrangig im eigenen „Machinery Records Tonstudio“ (Ufnaustraße 8, Berlin-Moabit) auf. Darüber hinaus entwickelte er sämtliche Video- und Werbekonzepte für die Label Machinery und Dynamica. Zudem realisierte er die komplette Artwork (Platten-/CD-Cover; Poster; Anzeigen; Banner etc.).
Von 1992 bis 1995 setzte Anna Rosen als Promoterin die Presse- und Öffentlichkeitsarbeit aller Bands um, wie z. B. die nationalen/internationalen Messepräsentationen, VÖ-/Tour-begleitende Promotion- und Werbekampagnen. Zudem war sie elementar bei sämtlichen Label-eigenen Videoproduktionen als verantwortliche Produktionsassistentin an der Realisierung beteiligt.
Im Frühjahr 1993 kam Antje Lange als stellvertretende Geschäftsführerin zur Modern Music Records GmbH und übernahm von da an die Ausführung aller nationalen und internationalen kaufmännischen Entscheidungen.
Als wichtigste Mentoren und Unterstützer der Machinery-Musiker und deren Veröffentlichungen sind die Radiomoderatoren Eckie Stieg ('Grenzwellen', FFN) und Anja Caspari (Radio 'Fritz', ORB) zu erwähnen. Als musikalisch herausragend sind die 1993 lizenzierten und mit ihrem australischen Charthit „Corporate Slave“ veröffentlichten Australier SNOG (David Thrussel & Julia Bourke) zu nennen.
Nach der PopKomm. August '95 – mit dem Signing der Bands Oomph! (anfänglich Label „Machinery“ später „Dynamica“) und And One („Machinery“) bei Virgin Rec. – stellte Karl-Ulrich Walterbach sukzessive die aktive Beteiligung am Musikmarktgeschehen ein.
Die Firma Modern Music Records GmbH konzentrierte sich bis ca. 1997 auf den Verkauf des erarbeiteten Machinery-Backkatalogs.
Vor Ablauf der 1990er Jahre verkaufte K.-U. Walterbach seine komplette Berliner Independent-Firma (d. h. Modern Music Record GmbH inkl. Machinery sowie 8 weiteren Labels) an die britische Sanctuary Records Gruppe.

### Dynamica
1993 gründete K.-U. Walterbach mit dem funktionierenden Team ' Jenka, Rosen & Lange ' das Label DYNAMICA. Der Slogan 'Metal Hacking Industrialism' galt als Programm und orientierte sich am aufkeimenden Industrial-Metal- und Crossover-Umfeld.
Einhergehend mit Erfolgen von Bands wie Rammstein, Nine Inch Nails und Nitzer Ebb fand das Label Dynamica mit Oomph!, Think about Mutation, Coptic Rain und Cubanate relativ schnell nationale und internationale Anerkennung.
Nach Wechsel der Band Oomph! zu Virgin Rec. stellte K.-U. Walterbach dann auch bei Dynamica seine aktive Beteiligung am Musikgeschehen gegen Ende 1995 sukzessive ein.
Die Firma Modern Music Records GmbH konzentrierte sich weiter auf den Verkauf des erarbeiteten Dynamica-Backkatalogs. Vor Beginn 2000 verkaufte K.-U.Walterbach seine komplette Berliner Independent-Firma (d. h. 'Modern Music Records GmbH' inkl. des Labels Dynamica u. a.) an die britische „Sanctuary Records“-Gruppe.

## Künstler bei Machinery
- And One
- Collapsed System
- Cubanate
- Dance or Die
- D.N.S.
- New Mind
- Oomph!
- Paranoid
- Snog
- Static Icon
- Swamp Terrorists
- Syntec
- Tear Ceremony
- The Northern Territories
- This Digital Ocean
- Trauma

## Künstler bei Dynamica
- Coptic Rain
- Cubanate
- Oomph!
- Second Skin
- Templebeat
- Think About Mutation